# Бен Шапіро
Бенджамін Аарон Шапіро (нар. 15 січня 1984) — американський консервативний політичний аналітик, письменник і адвокат. Написав сім книг, першою з яких стала «Промиті мізки: Як університети індоктринують американську молодь», яку він почав писати у віці 17 років. Також у 17 років він став наймолодшим національно синдикованим колумністом у країні.[джерело?] Шапіро пише колонку для «Кріейторс Синдікейт» та «Ньюсвік», працює головним редактором «Зе Дейлі Вайр», яку він заснував, і веде щоденний політичний подкаст і радіо-передачу під назвою «Шоу Бена Шапіро». Бен Шапіро працював редактором-консультантом у «Брейтбарт Ньюз» з 2012 до 2016 року.

## Особисте життя
Бенджамінова сестра, Ебіґейл Шапіро, є оперною співачкою; вона зазнавала мережевого антисемітського тролінгу через публічність особи її брата.
2008 року Бен Шапіро одружився з Мор Толедано, ізраїльською лікаркою марокканського походження. Бенджамін разом із дружиною практикують ортодоксальний юдаїзм. Станом на листопад 2017 року, вони живуть у Лос-Анджелесі. 2019 року ФБР заарештувало чоловіка з Вашингтона, який погрожував вбити Бенджаміна та його родину.[джерело?]

## Праці
- Brainwashed: How Universities Indoctrinate America's Youth (ISBN 0-78526148-6). WND Books: 2004.
- Porn Generation: How Social Liberalism Is Corrupting Our Future (ISBN 0-89526016-6). Regnery: 2005.
- Project President: Bad Hair and Botox on the Road to the White House (ISBN 1-59555100-X). Thomas Nelson: 2008.
- Primetime Propaganda: The True Hollywood Story of How the Left Took Over Your TV (ISBN 0-06209210-3). Harper Collins: 2011.
- Bullies: How the Left's Culture of Fear and Intimidation Silences America (ISBN 1-47671001-5). Threshold Editions: 2013.
- The People vs. Barack Obama: The Criminal Case Against the Obama Administration (ISBN 1-47676513-8). Threshold Editions: 2014.
- A Moral Universe Torn Apart (ASIN B01I3X4ISK). Creator's Publishing: 2014.
- What's Fair and Other Short Stories (ASIN B016R28SLM). Revolutionary Publishing: 2015.
- True Allegiance (ISBN 1-68261077-2). Post Hill Press: 2016.
- The Right Side of History: How Reason and Moral Purpose Made the West Great (ISBN 9780062857903). Broadside Books: 2019.